# Karangmalang (Kedung Banteng)
Karangmalang is een plaats en bestuurslaag (kelurahan) in het onderdistrict (kecamatan) Kedung Banteng  in het regentschap Tegal van de provincie Midden-Java, Indonesië. Karangmalang telt 4188 inwoners (volkstelling 2010).